# Ráscia (cidade)
Ráscia (em cirílico: Рашка) é uma vila da Sérvia localizada no município de Ráscia, pertencente ao distrito de Ráscia, na região de Ráscia. A sua população era de 6574 habitantes segundo o censo de 2011.

## Demografia
| 1948 | 1953 | 1961 | 1971 | 1981 | 1991 | 2002 | 2011 |
| ---- | ---- | ---- | ---- | ---- | ---- | ---- | ---- |
| 1513 | 1832 | 2278 | 3935 | 5639 | 6437 | 6619 | 6574 |